# Elías Fereres Castiel
Elías Fereres Castiel (Larache, protectorado español de Marruecos, España, 1946) es un catedrático español de ingeniería agrícola que fue Secretario de Estado de Universidades e Investigación del Ministerio de Educación y Ciencia y Presidente del Consejo Superior de Investigaciones Científicas.

## Biografía
Ingeniero agrónomo por la Universidad Politécnica de Madrid y doctor en ecología por la Universidad de California, Davis, Fereres es catedrático de Producción Vegetal en la ETSIA de la Universidad de Córdoba. Ha desempeñado numerosos cargos de responsabilidad relacionados con la agricultura y la ecología en organizaciones nacionales e internacionales.
Entre 1991 y 1992 fue Presidente del CSIC, y entre 1992 y 1994 estuvo al frente de la Secretaría de Estado de Universidades e Investigación.
Es miembro y fue Presidente de la Real Academia de Ingeniería, cuya presidencia ha vuelto a asumir el 13 de abril de 2011.